# Selje (by)
Selje er en by, der var administrationscenter i den tidligere Selje kommune i Vestland fylke i Norge. 1. januar 2020 blev  Selje  og Eid kommuner lagt sammen til Stad kommune. Byen har 708 indbyggere (2012), og ligger i den sydøstlige del af Stadlandet indenfor øen Selja.

## Eksterne kilder og henvisninger
1. ↑  Nå er 23 kommunenavn klare, besøgt 28. december 2019
2. ↑  Vedtak 805 i Endringer i kommunestrukturen publiseret af Stortinget.

- Om Selje på NRK-leksikon Arkiveret 29. marts 2013 hos  Wayback Machine